# Balanus connelli
Balanus connelli is een zeepokkensoort uit de familie van de Balanidae. De wetenschappelijke naam van de soort is voor het eerst geldig gepubliceerd in 1927 door Cornwall.